# Divisione Nazionale 1935 (hockey su pista)
La Divisione Nazionale 1935 è stata la 14ª edizione del torneo di primo livello del campionato italiano di hockey su pista.
Lo scudetto è stato conquistato dal Milan per la quinta volta nella sua storia.

## Stagione

### Formula
Il torneo del 1935 si svolse tra dodici squadre e venne strutturato su più fasi. 

### Avvenimenti
Alla fase finale del torneo si ripropose il duello tra il Novara campione in carica ed il Milan con i meneghini che riuscirono per la prima volta a laurearsi campioni d'Italia.

## Squadre partecipanti
| Club             | Stagione | Città              |
| ---------------- | -------- | ------------------ |
| Busto Arsizio    |          | Busto Arsizio (VA) |
| DLF Trieste      | dettagli | Trieste            |
| FGC Bologna      |          | Bologna            |
| Genova           |          | Genova             |
| Lazio            | dettagli | Roma               |
| Mens Sana Siena  | dettagli | Siena              |
| Milan            | dettagli | Milano             |
| Novara           | dettagli | Novara             |
| Padova           |          | Padova             |
| Parioli Roma     |          | Roma               |
| Pubblico Impiego | dettagli | Trieste            |
| Regina           |          | Genova             |

## Prima fase

### Girone A

#### Risultati
| Genova 28 giugno 1935 | Mens Sana Siena | 6 – 3 | Regina | Lido d'Albaro |

| Genova 28 giugno 1935 | Busto Arsizio | 8 – 2 | Mens Sana Siena | Lido d'Albaro |

| Genova 28 giugno 1935 | Busto Arsizio | 4 – 0 | Regina | Lido d'Albaro |

#### Classifica finale
|  | Pos. | Squadra         | Pt | G | V | N | P | GF | GS | DR  |
|  | ---- | --------------- | -- | - | - | - | - | -- | -- | --- |
|  | 1.   | Busto Arsizio   | 4  | 2 | 2 | 0 | 0 | 12 | 2  | +10 |
|  | 2.   | Mens Sana Siena | 2  | 2 | 1 | 0 | 1 | 8  | 11 | -3  |
|  | 3.   | Regina          | 0  | 2 | 0 | 0 | 2 | 3  | 10 | -7  |

Legenda:
  Qualificato alla fase finale.
Note:
Due punti a vittoria, uno a pareggio, zero a sconfitta.

### Girone B

#### Risultati
| Genova 28 giugno 1935 | FGC Bologna | 4 – 8 | Padova | Lido d'Albaro |

| Genova 28 giugno 1935 | Padova | 3 – 2 | Lazio | Lido d'Albaro |

| Genova 28 giugno 1935 | Lazio | 5 – 7 | FGC Bologna | Lido d'Albaro |

#### Classifica finale
|  | Pos. | Squadra     | Pt | G | V | N | P | GF | GS | DR |
|  | ---- | ----------- | -- | - | - | - | - | -- | -- | -- |
|  | 1.   | Padova      | 4  | 2 | 2 | 0 | 0 | 11 | 6  | +5 |
|  | 2.   | FGC Bologna | 2  | 2 | 1 | 0 | 1 | 11 | 13 | -2 |
|  | 3.   | Lazio       | 0  | 2 | 0 | 0 | 2 | 7  | 10 | -3 |

Legenda:
  Qualificato alla fase finale.
Note:
Due punti a vittoria, uno a pareggio, zero a sconfitta.

### Girone C

#### Risultati
| Genova 28 giugno 1935 | DLF Trieste | 2 – 5 | Parioli Roma | Lido d'Albaro |

| Genova 28 giugno 1935 | Parioli Roma | 1 – 0 | Genova | Lido d'Albaro |

| Genova 28 giugno 1935 | DLF Trieste | 3 – 0 | Genova | Lido d'Albaro |

#### Classifica finale
|  | Pos. | Squadra      | Pt | G | V | N | P | GF | GS | DR |
|  | ---- | ------------ | -- | - | - | - | - | -- | -- | -- |
|  | 1.   | Parioli Roma | 4  | 2 | 2 | 0 | 0 | 6  | 2  | +4 |
|  | 2.   | DLF Trieste  | 2  | 2 | 1 | 0 | 1 | 5  | 5  | 0  |
|  | 3.   | Genova       | 0  | 2 | 0 | 0 | 2 | 0  | 4  | -4 |

Legenda:
  Qualificato alla fase finale.
Note:
Due punti a vittoria, uno a pareggio, zero a sconfitta.
- Milan, Novara e Pubblico Impiego qualificate direttamente alla fase finale.

## Fase finale

### Risultati
| Genova 29 giugno 1935 | Milan | W – L | Parioli Roma | Lido d'Albaro |

| Genova 29 giugno 1935 | Milan | W – L | Pubblico Impiego | Lido d'Albaro |

| Genova 29 giugno 1935 | Novara | W – L | Busto Arsizio | Lido d'Albaro |

| Genova 29 giugno 1935 | Novara | W – L | Padova | Lido d'Albaro |

| Genova 29 giugno 1935 | Parioli Roma | L – W | Pubblico Impiego | Lido d'Albaro |

| Genova 29 giugno 1935 | Padova | W – L | Busto Arsizio | Lido d'Albaro |

| Genova 30 giugno 1935 | Busto Arsizio | 5 – 3 | Parioli Roma | Lido d'Albaro |

| Genova 30 giugno 1935 | Milan | 9 – 4 | Busto Arsizio | Lido d'Albaro |

| Genova 30 giugno 1935 | Milan | 6 – 1 | Padova | Lido d'Albaro |

| Genova 30 giugno 1935 | Milan | 1 – 1 | Novara | Lido d'Albaro |

| Genova 30 giugno 1935 | Novara | 11 – 2 | Parioli Roma | Lido d'Albaro |

| Genova 30 giugno 1935 | Parioli Roma | 4 – 0 | Padova | Lido d'Albaro |

| Genova 30 giugno 1935 | Pubblico Impiego | 11 – 3 | Busto Arsizio | Lido d'Albaro |

| Genova 30 giugno 1935 | Pubblico Impiego | 3 – 1 | Novara | Lido d'Albaro |

| Genova 30 giugno 1935 | Pubblico Impiego | 6 – 3 | Padova | Lido d'Albaro |

### Classifica finale
|  | Pos. | Squadra          | Pt | G | V | N | P | GF | GS | DR |
|  | ---- | ---------------- | -- | - | - | - | - | -- | -- | -- |
|  | 1.   | Milan            | 9  | 5 | 4 | 1 | 0 |    |    |    |
|  | 2.   | Pubblico Impiego | 8  | 5 | 4 | 0 | 1 |    |    |    |
|  | 3.   | Novara           | 7  | 5 | 3 | 1 | 1 |    |    |    |
|  | 4.   | Busto Arsizio    | 2  | 5 | 1 | 0 | 4 |    |    |    |
|  | 4.   | Padova           | 2  | 5 | 1 | 0 | 4 |    |    |    |
|  | 4.   | Parioli Roma     | 2  | 5 | 1 | 0 | 4 |    |    |    |

Legenda:
      Campione d'Italia.
Note:
Due punti a vittoria, uno a pareggio, zero a sconfitta.

## Verdetti
| Verdetto               | Club              |
| ---------------------- | ----------------- |
| Campione d'Italia 1935 | Milan (1º titolo) |

### Squadra campione
| N° | Naz.              | Ruolo | Sportivo  |  |  |  |
| -- | ----------------- | ----- | --------- |  |  |  |
|    | Italia (bandiera) | E     | Bortolini |  |  |  |
|    | Italia (bandiera) | E     | Brambilla |  |  |  |
|    | Italia (bandiera) | P     | Celerino  |  |  |  |
|    | Italia (bandiera) | E     | Pera      |  |  |  |
|    | Italia (bandiera) | E     | Rasponi   |  |  |  |
|    | Italia (bandiera) | E     | Riboldi   |  |  |  |
|    | Italia (bandiera) | E     | Zanella   |  |  |  |
|    | Italia (bandiera) | E     | Zorloni   |  |  |  |

### Staff tecnico
- Allenatore:
- Allenatore in seconda:
- Meccanico: